# Mălina Olinescu
Mălina Olinescu (Bucarest, 29 gennaio 1974 – Bucarest, 12 dicembre 2011) è stata una cantante rumena.
Ha rappresentato la Romania all'Eurovision Song Contest 1998 con il brano Eu cred.

## Biografia
Nata in una famiglia musicale, Mălina Olinescu ha iniziato a cantare in un locale di Bucarest dopo aver finito il liceo. Il 14 marzo 1998 ha partecipato alla Selecția Națională, il processo di ricerca rumeno per il rappresentante eurovisivo nazionale, con il brano Eu cred, risultando vincitrice. La cantante ha quindi partecipato all'Eurovision Song Contest 1998 a Birmingham il successivo 9 maggio, classificandosi al 22º posto su 25 partecipanti con 6 punti totalizzati, tutti provenienti dal televoto israeliano.
Mălina Olinescu si è tolta la vita il 12 dicembre 2011 gettandosi dal sesto piano del palazzo in cui viveva nella periferia nord di Bucarest. Riposa nel vicino cimitero Sfânta Vineri.

## Discografia

### Album in studio
- 1997 – Ready for You
- 1999 – Pot să zbor

### Singoli
- 1998 – Eu cred/You Live